# Pokolfajzat
A Pokolfajzat, valódi nevén Anung Un Rama (angol eredetiben: Hellboy) egy kitalált szereplő, démoni szuperhős a Dark Horse Comics képregényeiben. A szereplőt Mike Mignola író és rajzoló hozta létre. Első megjelenése a San Diego Comic-Con Comics 2. számában volt, 1993 augusztusában. 
A jóindulatú cambiont (ember-démon hibrid), akinek valódi neve Anung Un Rama, Pokolfajzatot 1944. december 23-án csecsemőként hívták a pokolból a Földre a náci okkultisták. Pokolfajzatot végül a Szövetséges csapatok fedezték fel a skót Külső-Hebridák egy kitalált szigetén; köztük Trevor Bruttenholm professzor, aki megalapította a Paranormális Kutatóés Védelmi Hivatal (P.K.V.H.) (angol eredetiben: Bureau for Paranormal Research and Defense). Idővel Pokolfajzat vörös bőrű felnőtté nőtte ki magát, farokkal, szarvakkal (amelyeket eltávolított, kör alakú tuskókat hagyva a homlokán), patákkal, mint lábával, és túlméretezett jobb kezével, kőből (az „ítélet jobb keze”). Úgy írták le, hogy száraz pörkölt földimogyoró szaga van. Bár kissé brutális, nem mutatja azt a rosszindulatot, amelyről úgy gondolják, hogy a klasszikus démonok velejárója, és fanyar humorérzékkel rendelkezik. Azt mondják, hogy ez annak a ténynek köszönhető, hogy Bruttenholm professzor alatt tanult, aki normális gyermekként nevelte, nem pedig démoni lényként.
A Pokolfajzat a P.K.V.H.-nek dolgozik, egy nemzetközi nem kormányzati ügynökségnek, amely természetfeletti és paranormális fenyegetések kezelésére szakosodott, és gonosz erőkkel, köztük nácikkal és boszorkányokkal harcol egy sor novellában, amelyek gyökerei a folklórban, a ponyvamagazinokban, a vintage kalandokban, a lovecrafti horrorban és a horror fikcióban gyökereznek. Korábbi történetekben a „világ legjobb paranormális nyomozójaként” azonosították.
A Pokolfajzat alapján filmadaptációk is készültek. Ron Perlman alakította a 2004 – 2008-ban Pokolfajzat és Pokolfajzat II. – Az aranyhadsereg című filmekben, míg a 2019-ben reboot filmben David Harbour alakította.

## Létrehozása
A Pokolfajzat egy Mike Mignola által készített rajzból származik, amelyet egy démon képregény kongresszusán készített, akinek az övére a „Hellboy” név volt írva. Mignolának kezdetben nem állt szándékában semmi komolyat kezdeni a koncepcióval, de végül úgy döntött, hogy tetszik neki a név és a szereplő amit rajzolt.
Később Mignola érdeklődni kezdett egy képregény készítése iránt az alkotók tulajdonlásával, mivel úgy érezte, hogy ésszerűbb saját karaktereket létrehozni az elmesélni kívánt történetekhez, ahelyett, hogy megpróbálná beilleszteni a meglévő karaktereket ezekbe a történetekbe. Eredetileg egy ötfős csapat részeként hozta létre a Pokolfajzatot, de elvetette ezt az ötletet, amikor rájött, hogy nem jut eszébe olyan csapatnév, amely tetszene neki.
Mint más amerikai képregény szuperhősök, mint például Batman, Pókember, Rozsomák, Vasember, Fenegyerek és Spawn, Pokolfajzatot is folyamatosan gyötri múltjának megismerése.

## Története
A Pokolfajzat egy boszorkány fia, aki Arthur király távoli leszármazottja, aki halálos ágyán megbánta a pokol egyik urával kötött paktumát, de a nagy úr követelte a lelkét, és a pokolba vitte, ott egyesülésük megtörtént, és Hellrace úgy született, mint bármely démon; Röviddel születése után apja levágta a jobb karját, és a jól ismert kőkart az Apokalipszis kulcsába tette. 
Ezzel párhuzamosan történnek a náci kísérletek Rasputin kezében, hogy megszerezzék a legfőbb hatalmat, amely győzelmet ad Hitlernek, de nem ismerik pontosan a kísérlet következményeit, ekkor születik Pokolfajzat ebben a világban egy tűzgömb. Ebben a kísérletben, amelyet „Ragnaröknek” neveztek el, utalva a skandináv mitológia apokalipszisére, a nácik minden reményt kaptak egy természetfeletti jellegű végleges fegyverre, amely garantálja számukra a Harmadik Birodalom győzelmét. A náciknak nem sikerült, mert ez a végső fegyver egy kis démonnak bizonyult, amely az amerikai katonák kezébe került.
Pokolfajzatot amerikai katonák nevelték fel katonai bázisokon, ahol oktatásban és kiképzésben részesült. Az Egyesült Nemzetek Szervezetének köszönhetően megkapta az emberi lény címet, majd később belépett a Paranormális Kutató és Védelmi Hivatal (angolul: B.P.R.D.), ahol Abraham Sapiennel és a pirokinetikus Elizabeth „Liz” Shermannel dolgozott.

## Fordítás
- Ez a szócikk részben vagy egészben  a   Hellboy című angol Wikipédia-szócikk fordításán alapul.  Az eredeti cikk szerkesztőit annak laptörténete sorolja fel. Ez a jelzés csupán a megfogalmazás eredetét és a szerzői jogokat jelzi, nem szolgál a cikkben szereplő információk forrásmegjelöléseként.